# Lelrupsvogel
De lelrupsvogel (Lobotos lobatus of Campephaga lobata) is een zeldzame rupsvogel die endemisch is een paar landen in West-Afrika.

## Kenmerken
De lelrupsvogel is 21 cm lang. Het is een felgekleurde vogel, het mannetje heeft een zwarte kop, een groene rug en is van onder oranjegeel. De vogel is daardoor onmiskenbaar. Het vrouwtje is minder felgekleurd. Ze lijken een beetje op Afrikaanse soorten wielewalen zoals de monnikswielewaal, maar die zijn groter en hebben een grote rode snavel, terwijl de lelrupsvogel een kleine zwarte snavel heeft.

## Verspreiding en leefgebied
De lelrupsvogel komt voor in Guinea (gebied) (Ghana, Ivoorkust, Liberia, Sierra Leone en Guinee). Het is een vogel van het tropische regenwoud die lastig is waar te nemen. De meeste waarnemingen zijn gedaan in Liberia waar de vogel wordt beschreven als plaatselijk zeldzame tot schaarse standvogel.

## Status
Het leefgebied van de lelrupsvogel wordt in hoog tempo aangetast door ontbossingen, daarom staat hij als kwetsbaar op de Rode Lijst van de IUCN.